# Teorema de Egorov
Em matemática, o teorema de Egorov é um dos principais teoremas da teoria da medida. Recebe o nome em honra ao físico e geômetra russo Dmitri Egorov.
O teorema estabelece um relação entre convergência quase-sempre e convergência uniforme em um espaço de medida finita.

## Enunciado
Seja {\displaystyle \mu \,} uma medida positiva, {\displaystyle E\,} um conjunto mensurável de medida finita e {\displaystyle f_{n}:E\to \mathbb {R} \,} uma seqüência de funções reais convergindo quase-sempre para um função {\displaystyle f\,}, então para todo {\displaystyle \delta >0\,} existe um conjunto mensurável {\displaystyle F\subseteq E\,} tal que {\displaystyle \mu (E\backslash F)\leq \delta \,} e {\displaystyle f_{n}\to f\,} uniformemente em {\displaystyle F\,}.

## Demonstração
Defina os subconjuntos {\displaystyle E_{k,n}\,} de {\displaystyle E\,}:
{\displaystyle E_{k,n}=\bigcap _{i\geq n}\left\{x\in E:|f_{i}(x)-f(x)|\leq {\frac {1}{k}}\right\}}
Como {\displaystyle \forall k\geq 1},  {\displaystyle E_{k,1}\subseteq E_{k,2}\subseteq \ldots E_{k,n}\subseteq \ldots }:
{\displaystyle \mu \left(\bigcup _{n\geq 1}E_{k,n}\right)=\lim _{n\to \infty }\mu (E_{k,n})}.
Ainda, como as funções {\displaystyle f_{n}\,} convergem {\displaystyle \mu \,}-quase-sempre  para {\displaystyle f\,}, temos que, para todo {\displaystyle k\geq 1\,}:
{\displaystyle \mu \left(\bigcup _{n\geq 1}E_{k,n}\right)=\mu (E)\,}.
Fixe {\displaystyle \delta >0\,}. Dado que {\displaystyle \mu (E)<\infty \,}, existe para cada {\displaystyle k\geq 1\,} um inteiro {\displaystyle n_{k}\,} positivo tal que
{\displaystyle \mu (E_{k,n_{k}})\geq \mu (E)-2^{-k}\delta \,}.
Definindo:
{\displaystyle F=\bigcap _{k\geq 1}E_{k,n_{k}}}
tem-se:
{\displaystyle \mu (E\backslash F)=\mu \left(E\backslash \bigcap _{k\geq 1}E_{k,n_{k}}\right)\leq \sum _{k=1}^{\infty }\delta 2^{-k}=\delta }
Para mostrar que {\displaystyle f_{n}\,} de fato converge uniformemente para {\displaystyle f\,} em {\displaystyle F\,}, escolha {\displaystyle \varepsilon >0\,}, e {\displaystyle k\,} inteiro positivo tal que {\displaystyle {\frac {1}{k}}<\varepsilon \,}, escolha {\displaystyle n=n_{k}\,} e o resultado segue pois {\displaystyle F\subseteq E_{k,n_{k}}\,}